# Christian Pfannberger
Christian Pfannberger, né le 9 décembre 1979 à Judenburg, est un coureur cycliste autrichien, des années 2000. Après avoir été contrôlé positif à deux reprises, il est suspendu à vie du monde cycliste en novembre 2009.

## Biographie
Christian Pfannberger est champion du monde des militaires en 1999. En 2000, il participe aux championnats du monde, à Plouay en France. Il y est 31e de la course en ligne des moins de 23 ans. Christian Pfannberger remporte en 2001 le Tour de Thuringe, le championnat d'Autriche des moins de 23 ans et se classe neuvième du championnat du monde de cette catégorie. Il termine l'année à la cinquième place du classement UCI des moins de 23 ans. 
Christian Pfannberger commence sa carrière professionnelle en 2002 dans l'équipe allemande Nürnberger Versicherung. Il prend notamment la deuxième place du Tour de Rhénanie-Palatinat. L'année suivante, il rejoint l'équipe autrichienne Volksbank, puis la formation tchèque Ed System-ZVVZ en 2004. Deuxième du championnat d'Autriche, il est contrôlé positif à la testostérone à l'issue de cette épreuve et suspendu deux ans.
Il fait son retour en 2006 dans l'équipe Elk Haus, avec un bon Tour d'Autriche où il est vainqueur d'étape et troisième du classement final. En 2007, après une chute intervenue sur le Grand Prix de Francfort lui causant des fractures à la clavicule droite et à la main droite alors qu'il est dans le groupe de tête, il s'impose en juillet au championnat d'Autriche et glane de nombreuses places d'honneur durant l'été, notamment en août à la Coppa Agostoni (2e) et sur le Tour d'Allemagne (15e). En novembre, il s'engage pour 2008 avec la formation Barloworld, avec l'espoir de participer aux grands tours.
En mars 2008, il remporte le Tour du Cap en Afrique du Sud, puis il se signale au grand public en réalisant trois places dans les dix premiers des classiques ardennaises.
En 2009, il est recruté par l'équipe russe Katusha. Il obtient de nouvelles places d'honneurs sur les classiques ardennaises. En mai, durant la semaine précédant le Tour d'Italie, son équipe le suspend à titre préventif après l'annonce d'un contrôle antidopage « non-négatif ». À la suite de la confirmation du contrôle positif, il est suspendu à vie. Cette suspension commence au 19 mars 2009.

## Palmarès
| - 1997 - 9e du championnat du monde sur route juniors - 1999 - Champion du monde sur route militaire - 2000 - 2e du Grand Prix Vorarlberg - 2e du championnat d'Autriche sur route espoirs - 2e du Tour du Burgenland - 2001 - Champion d'Autriche sur route espoirs - Tour de Thuringe : - Classement général - 1re étape - Grand Prix ZTS Dubnica nad Vahom - 3e du Kirschblütenrennen - 9e du championnat du monde sur route espoirs - 2002 - 3e du championnat d'Autriche de la montagne - 2e du Tour de Rhénanie-Palatinat - 2003 - 2e du Grand Prix Südkärnten - 2004 - 2e du championnat d'Autriche sur route - 2e du Raiffeisen Grand Prix - 3e du Tour de Saxe - 2006 - Champion d'Autriche de la montagne - 3e étape du Tour d'Autriche - 3e du Tour d'Autriche | - 2007 - Champion d'Autriche sur route - 2e de la Coppa Agostoni - 3e du championnat d'Autriche du contre-la-montre - 3e du Grand Prix Nobili Rubinetterie - 3e du Giro d'Oro - 2008 - Champion d'Autriche sur route - Tour du Cap : - Classement général - 1re étape - 3e de la Coppa Agostoni - 3e du Tour de Romagne - 3e du Intaka Tech Worlds View Challenge 5 - 5e de Liège-Bastogne-Liège - 7e de l'Amstel Gold Race - 8e du championnat du monde sur route - 9e de la Flèche wallonne - 2009 - 9e de l'Amstel Gold Race |  |

## Résultats sur les grands tours

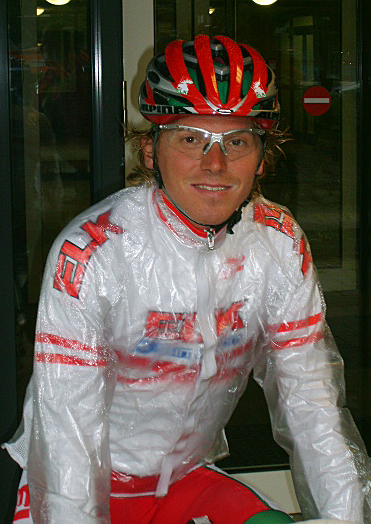
Pfannberger en 2007

### Tour d'Italie
1 participation 
- 2008 : abandon (15e étape)

## Classements mondiaux
| Année           | 2006 | 2007 | 2008 |
| --------------- | ---- | ---- | ---- |
| UCI Europe Tour | 109e | 20e  | 19e  |
| UCI Africa Tour |      | 10e  |      |